# Список акронімів української мови (Ж)
Список акронімів української мови, які починаються з літери «Ж»:
- ЖБК — Житлово-будівельний кооператив
- ЖЕК — Житлово-експлуатаційна контора
- ЖЖ — LiveJournal (Живий Журнал)
- ЖК — Жирні кислоти
- ЖК — Житловий комплекс
- ЖКГ — Житлово-комунальне господарство
- ЖМКО — Концепція жорстких та м'яких кислот і основ (Теорія кислот і основ Пірсона)
- ЖНФ — Жорданова нормальна форма
- ЖОДА — Житомирська обласна державна адміністрація